# Copa Chatham 2015
La Copa Chatham 2015 fue la 88va edición del torneo de fútbol más antiguo de Nueva Zelanda. Comenzó el 25 de abril y finalizó con el partido decisivo el 20 de septiembre.
125 equipos participantes de las diversas ligas regionales del país se registraron, dos menos que la edición anterior. El campeón fue el Eastern Suburbs, que sumó su sexto título y el primero desde 1969, tras vencer 2-1 al Napier City Rovers, en la final disputada en el Trusts Stadium de Waitakere.

## Segunda ronda
Para ver los resultados de la primera ronda y la fase clasificatoria véase Clasificación para la Copa Chatham 2015.
Jugada el 30 de mayo y el 1 de junio.
| Local                   | Resultado | Visitante                |
| ----------------------- | --------- | ------------------------ |
| Oratia United           | 3 - 0     | Mt Albert-Ponsoby        |
| Takapuna                | 2 - 6     | Papakura City            |
| Mangere United          | 7 - 3     | Te Puke United           |
| Universidad de Auckland | 0 - 2     | Tauranga City United     |
| Central United          | 3 - 0     | Glenfield Rovers         |
| Onehunga Sports         | 5 - 1     | Bay Olympic              |
| Old Boys                | 1 - 4     | East Coast Bays          |
| Waitemata City          | 2 - 1     | Hibiscus Coast           |
| North Shore United      | 1 - 0     | Hamilton Wanderers       |
| Waiuku                  | 4 - 3     | Waitakere City           |
| Ellerslie               | 0 - 4     | Birkenhead United        |
| Albany United           | 0 - 3     | Forrest Hill Milford     |
| Eastern Suburbs         | 4 - 1     | Western Springs          |
| Melville United         | 9 - 0     | South Auckland Rangers   |
| Three Kings United      | 5 - 2     | Ngongotaha               |
| Manukau City            | 3 - 0     | Claudeland Rangers       |
| Palmerston North Marist | 6 - 0     | Red Sox Manawatu         |
| New Plymouth Rangers    | 3 - 0     | Tawa                     |
| Lower Hutt City         | 0 - 3     | Petone                   |
| Napier City Rovers      | 2 - 1     | Stop Out                 |
| Universidad de Victoria | 2 - 3     | Island Bay United        |
| Wellington Olympic      | 4 - 2     | North End                |
| Wairarapa United        | 3 - 0     | Havelock North Wanderers |
| Wellington United       | 2 - 3     | Western Suburbs          |
| Cashmere Technical      | 6 - 1     | Halswell United          |
| Coastal Spirit          | 3 - 2     | Selwyn United            |
| Ferrymead Bays          | 3 - 1     | Richmond Athletic        |
| Nomads United           | 4 - 2     | Parklands United         |
| Universidad de Otago    | 1 - 0     | Caversham                |
| Roslyn Wakari           | 2 - 3     | Dunedin Technical        |
| West End                | 1 - 5     | Mosgiel                  |
| Northern Hearts         | 4 - 1     | Mornington               |

## Tercera ronda
Jugada el 27 y el 28 de junio.
| Local                   | Resultado | Visitante            |
| ----------------------- | --------- | -------------------- |
| Manukau City            | 3 - 4     | Papakura City        |
| Central United          | 1 - 0     | Onehunga Sports      |
| Oratia United           | 2 - 6     | Three Kings United   |
| Mangere United          | 2 - 1     | Waitemata City       |
| Eastern Suburbs         | 4 - 1     | North Shore United   |
| Melville United         | 1 - 2     | Tauranga City United |
| East Coast Bays         | 2 - 0     | Waiuku               |
| Forrest Hill Milford    | 1 - 3     | Birkenhead United    |
| Wellington Olympic      | 3 - 1     | Petone               |
| Wairarapa United        | 3 - 0     | Island Bay United    |
| New Plymouth Rangers    | 0 - 4     | Western Suburbs      |
| Palmerston North Marist | 2 - 4     | Napier City Rovers   |
| Cashmere Technical      | 2 - 1     | Ferrymead Bays       |
| Coastal Spirit          | 3 - 2     | Nomads United        |
| Mosgiel                 | 1 - 0     | Universidad de Otago |
| Northern Hearts         | 0 - 10    | Dunedin Technical    |

## Cuarta ronda
Jugada el 11 y 12 de julio.
| Local                | Resultado          | Visitante          |
| -------------------- | ------------------ | ------------------ |
| Tauranga City United | 1 - 1 (3 - 5 pen.) | Eastern Suburbs    |
| Birkenhead United    | 2 - 0              | East Coast Bays    |
| Central United       | 2 - 0              | Three Kings United |
| Mangere United       | 3 - 1              | Papakura City      |
| Wairarapa United     | 2 - 7              | Western Suburbs    |
| Wellington Olympic   | 3 - 4 (t. e.)      | Napier City Rovers |
| Cashmere Technical   | 3 - 1              | Coastal Spirit     |
| Dunedin Technical    | 6 - 1              | Mosgiel            |

## Cuartos de final
| 8 de agosto de 2015 | Western Suburbs | 0:3 (0:2) | Napier City Rovers         | Endeavour Park, Porirua |  |
|                     |                 | Reporte   | Kilkolly · Tinsley · Hoyle |                         |  |

| 9 de agosto de 2015 | Dunedin Technical | 1:2 (0:0) (t. s.) | Mangere United           | Caledonian Ground, Dunedin |  |
|                     | Stewart 98'       | Reporte           | Prasad 96' · Sharma 104' |                            |  |

| 9 de agosto de 2015 | Cashmere Technical | 1:2 (0:1) | Eastern Suburbs          | Memorial Park, Christchurch |  |
|                     | Clapham 57'        | Reporte   | Bowen 34' · Prattley 82' |                             |  |

| 9 de agosto de 2015 | Birkenhead United         | 3:0 (2:0) | Central United | Shepherds Park, Auckland |  |
|                     | Morgan · Coombes · Darkwa | Reporte   |                |                          |  |

## Semifinales
| 29 de agosto de 2015 | Eastern Suburbs                       | 4:0 (3:0) | Mangere United | Madills Farm, Auckland |  |
|                      | Mozr 7' · Bryant 22' 60' · Barnes 28' | Reporte   |                |                        |  |

| 30 de agosto de 2015 | Birkenhead United                          | 1:1 (0:1) (t. s.)(3:4 p.)  | Napier City Rovers                | Shepherds Park, Auckland        |                                 |
|                      | Galbraith 57'                              | Reporte                    | Hoyle 11'                         | Árbitro(s): Campbell-Kirk Waugh | Árbitro(s): Campbell-Kirk Waugh |
|                      |                                            | Tiros desde el punto penal |                                   |                                 |                                 |
|                      | Dickinson · Morgan · Gray · Bolton-Roberts |                            | · Halpin · Tinsley · Neil · Hoyle |                                 |                                 |

## Final
| 20 de septiembre de 2015 | Eastern Suburbs            | 2:1 (0:0) (t. s.) | Napier City Rovers | Trusts Stadium, Waitakere |             |
|                          | Barnes 54' · Mosquera 105' | Reporte           | Wilson 68'         | Árbitro(s):               | Árbitro(s): |

| Bandera de Nueva Zelanda          |
| Campeón Eastern Suburbs 6º título |